# La Bonne Cuisine
La Bonne Cuisine: Four Recipes for Voice and Piano (La Bonne Cuisine: quattro ricette per voce e pianoforte) è un ciclo di canzoni di ricette del 1947 di Leonard Bernstein.

## Panoramica
Un'esecuzione completa del brano richiede circa quattro minuti. Il brano fu eseguito in anteprima al Municipio di New York il 10 ottobre 1948 dal mezzosoprano Marion Bell e dal pianista Edwin McArthur. Il pezzo è dedicato alla cantante Jennie Tourel che accompagnava frequentemente Bernstein. La prima registrazione è stata fatta da Bernstein e la Tourel nel 1949.
Le canzoni sono ricette del libro di cucina francese del 1899 La Bonne Cuisine Française (Tout ce qui a rapport à la table, manuel-guide pour la ville et la campagne) ("Cucina francese raffinata (tutto ciò che ha a che fare con la tavola, guida manuale per città e campagna")) di Emile Dumont. Bernstein ha posseduto il libro per molti anni. Bernstein ha tradotto le ricette in inglese. È l'unico ciclo di canzoni di Bernstein composto per la lingua francese.
Gli ingredienti noce moscata e un "bicchiere di brandy" mancano nella ricetta "Civet à toute vitesse" ("Coniglio alla massima velocità") nella sua incarnazione qui come canzone. "Plum Pudding" appare nel libro di cucina sotto una sezione di "Piatti inglesi" e "Tavouk Gueneksis" è adattato da una sezione su "Pasticceria e dolci turchi". Quest'ultimo è una variante dell'ortografia del tavuk göğsü, un budino fatto con petto di pollo sminuzzato. La partitura di Bernstein osserva che la ricetta del budino di prugne dovrebbe essere cantata "tone preciso e senza espressione" o "piuttosto triste".
Paul Laird, nel suo libro del 2002 Leonard Bernstein: A Guide to Research, ha scritto che Bernstein era "spesso al suo meglio quando scriveva musica umoristica" e che il suo "spirito traspare" nel pezzo. Laird riteneva che il "finale è particolarmente efficace".
L'opera è stata cantata al Museum of Modern Art di New York da Durward McDonell accompagnato dal pianista Nicholas Karousatos nel settembre 1977.

## Recensioni
Il New York Times scrisse nel 1977 che "i buongustai sono destinati ad essere frustrati, considerando le ricette abbreviate e incomplete. Potremmo avere l'uva Concord e, aggiunta con un colore improvviso, pangrattato, e poi, pianissimo, le spezie, ma non ci ha mai detto se cucinare il mix musicale, o per quanto tempo ".

## Canzoni/ricette
1. "Plum Pudding"
2. "Queues de Boeuf ('Coda di bue')"
3. "Tavouk Guenksis"
4. "Civet à Toute Vitesse ("Coniglio alla massima velocità")"